# Орлов Віктор Григорович
Віктор Григорович Орлов (рос. Виктор Григорьевич Орлов; нар. 4 жовтня 1946, Магнітогорськ, Челябінська область, РРФСР) — радянський український футболіст та український тренер, нападник. Майстер спорту СРСР, Заслужений тренер України.

## Кар'єра гравця
У дитинстві займався футболом і хокеєм. Перший футбольний тренер - Костянтин Дмитрієв. У п'ятнадцятирічному віці, в 1962 році вступив в уфимський технікуму фізкультури, де займався хокеєм. Пізніше, Віктора запросив Федір Новіков, головний тренер уфимського футбольного клубу «Будівельник» у стан команди. Спочатку грав за другу команду, а потім потрапив і в основний склад, який виступав у другій лізі СРСР. У 1965 році перейшов у волгоградський «Трактор», який також грав у Другій лізі. Орлов запрошувався до молодіжної збірної СРСР, де його помітили представники донецького «Шахтаря», куди він перейшов у 1966 році. У складі команди провів чотири роки, граючи також за дубль. 6 жовтня 1968 року в матчі проти кіровабадського «Динамо» (3:0), Віктор забив останній м'яч у грі, який став 700-м голом «Шахтаря» в чемпіонатах СРСР.
У 1970 році став гравцем сімферопольської «Таврії», куди його запросив Анатолій Заяєв. «Шахтар» обміняв його та Василя Грубчака на Миколу Климова та Андрія Черемисіна. У першому ж сезоні разом з командою став срібним призером другої ліги СРСР. У 1973 році команда стала переможцем турніру й вийшла в Першу лігу. У 1974 році «Таврія» обіграла у фіналі Кубка Української РСР житомирський «Автомобіліст» (4:1). Наступного року сімферопольці знову дійшли до фіналу, але поступилися кіровоградській «Зірці» (2:3). У своєму останньому сезоні в команді «Таврія» посіла третє місце у Першій лізі.
У складі «Таврії» провів понад 300 матчів і забив понад 50 м'ячів. Орлов виступав на позиції нападника, нерідко грав як капітан команди. Займає десяте місце в списку гвардійців «Таврії»  восьме місце в списку найкращих бомбардирів. У 2010 році сайт Football.ua включив його до списку 50 найкращих гравців «Таврії», де він посів восьме місце.
У 1980 році грав у сімферопольському «Метеорі».

## Кар'єра тренера
По закінченні гри за «Таврію» вступив до вищої школи тренерів СРСР. У 1980 році отримав пропозицію стати другим тренером «Таврії», де пропрацював чотири роки. Потім Віктор Орлов почав працювати з дітьми в школі «Таврії». Вісім років ренував футболістів 1975 року народження, там серед його вихованців були Олексій Храмцов, Владислав Мальцев, Ігор Чечоткін, Олексій Осіпов й Сергія Аверін. З 1992 по 2007 рік був тренером у кримському училищі олімпійського резерву. Там він підготував таких футболістів як Андрій Несмачний, Сергій Коврижкін, Олексій Храмцов, Дмитро Леонов, Станіслав Печонкін, Артур Новотрясов, Василь Попов і Віталій Саранчуков. Згодом знову повернувся в школу «Таврії», де тренував дітей 1995 року народження.
У 2003 році був удостоєний звання заслуженого тренера України з футболу. Спільно з Ігорем Волковим проводив дитячий турнір у Саках в 2012 році. Засновник некомерційної організації «Ветерани футболу Криму і Севастополя».

## Досягнення
- Перша ліга СРСР
  -  Бронзовий призер (1): 1977

- Друга ліга СРСР
  -  Чемпіон (1): 1973
  -  Срібний призер (1): 1970

- Кубок УРСР
  -  Володар (1): 1974
  -  Фіналіст (1): 1975

## Статистика
| Сезон | Клуб                  | Ліга       | Чемпіонат | Чемпіонат | Кубок | Кубок |
| Сезон | Клуб                  | Ліга       | Матчі     | Голи      | Матчі | Голи  |
| ----- | --------------------- | ---------- | --------- | --------- | ----- | ----- |
| 1964  | «Будівельник» (Уфа)   | Друга ліга | 14        | 3         |       |       |
| 1965  | «Трактор» (Волгоград) | Друга ліга | 38        | 5         |       |       |
| 1966  | «Трактор» (Волгоград) | Друга ліга | 15        | 5         | 1     | 3     |
| 1966  | «Шахтар» (Донецьк)    | Вища ліга  | 4         | 1         |       |       |
| 1967  | «Шахтар» (Донецьк)    | Вища ліга  | 6         | 1         |       |       |
| 1968  | «Шахтар» (Донецьк)    | Вища ліга  | 17        | 3         | 1     | 0     |
| 1969  | «Шахтар» (Донецьк)    | Вища ліга  | 31        | 3         | 1     | 0     |
| 1970  | «Шахтар» (Донецьк)    | Вища ліга  | 1         | 0         |       |       |
| 1970  | «Таврія»              | Друга ліга | 34        | 10        |       |       |
| 1971  | «Таврія»              | Друга ліга | 38        | 12        |       |       |
| 1972  | «Таврія»              | Друга ліга | 35        | 8         |       |       |
| 1973  | «Таврія»              | Друга ліга | 47        | 8         |       |       |
| 1974  | «Таврія»              | Перша ліга | 34        | 4         | 2     | 0     |
| 1975  | «Таврія»              | Перша ліга | 38        | 10        | 2     | 0     |
| 1976  | «Таврія»              | Перша ліга | 36        | 4         | 3     | 0     |
| 1977  | «Таврія»              | Перша ліга | 31        | 5         | 1     | 0     |

Джерела:
- Статистика — Профіль футболіста на сайті FootballFacts.ru (рос.)